# Arrondissement
Et arrondissement er en administrativ geografisk inddeling der findes i flere lande, blandt andet Frankrig.
Frankrig er pr. 2006 inddelt i 101 départements, der er inddelt i 342 arrondissements – heraf 13 oversøiske og 20 i det centrale Paris.
Et arrondissement er yderligere inddelt i et antal cantoner. Endvidere er det sådan, at hovedbyen i et arrondissement enten er præfektur eller underpræfektur i departementet.
De tre folkerigeste communes, Paris, Lyon og Marseille, er dertil inddelt i 45 såkaldte arrondissements municipaux (kommunale arrondissementer):
- Paris: 20
- Marseille: 16
- Lyon: 9